# 刺猬索尼克的謀殺懸案
《刺猬索尼克的謀殺懸案》是一部《索尼克》IP的推理冒險遊戲，由世嘉开发并发行于2023年4月1日的愚人节游戏，该游戏于Steam平台提供免费下载，目前仅支持英文版。

## 历史
世嘉于4月1日宣布《索尼克》主题的推理冒险游戏并发行于Steam平台免费下载。
作为一款愚人节游戏，美国世嘉经理Katie Chrzanowski称仅数天玩家下载量便超过百万。

## 游戏玩法
游戏的主要玩法是通过对话选择，玩家可以为自己的角色命名，并探索每个角色的信息，从而揭示謀殺推理派對背后的真相。随着剧情发展，玩家将会发现，这场看似简单的推理派对，背后的真相远比表面看起来更加复杂。此外，游戏还包括各种小游戏，增加了游戏的趣味性。

## 剧情
为了庆祝艾咪·罗丝的生日，“幻象快捷号“上举办了一场謀殺推理派對。索尼克作为推理游戏的“受害者”，众人展开一场轻松愉快的推理游戏。

## 评价
游侠网的Freejoker评价该游戏“可惜没中文版，但值得体验”，而Steam平台上的评分是“好评如潮”，当中有98%的玩家给予好评。

## 外部連結
- 刺猬索尼克谋杀案在Steam上的页面 （页面存档备份，存于）
- 《刺猬索尼克的謀殺懸案》在視覺小說數據庫的頁面 （英文）